# Bundesstraße 230
Pour les articles homonymes, voir Route 230.
La Bundesstraße 230 est une Bundesstraße du Land de Rhénanie-du-Nord-Westphalie.

## Histoire
De 1840 à 1842, la route entre Mönchengladbach et Neuss est élargie en une chaussée pavée. La chaussée entre Mönchengladbach et Ruremonde est construite en 1845.
La Reichsstraße 230, qui est créée vers 1937, ne fonctionne à l'origine que de la frontière néerlandaise à Mönchengladbach. Ce n'est qu'en 1970 que la Bundesstraße 230 est prolongée jusqu'à Neuss.
Le tronçon ouest de la B 230 entre Mönchengladbach et la frontière néerlandaise est remplacé par les autoroutes A 52 et A 61 en plusieurs phases. La dernière section de l'A 52 est achevée en 2009.

## Source
- (de) Cet article est partiellement ou en totalité issu de l’article de Wikipédia en allemand intitulé « Bundesstraße 230 » (voir la liste des auteurs).